# Godsted Sogn
Godsted Sogn 
ist eine Kirchspielsgemeinde (dän.: Sogn)
auf der Insel Lolland im südlichen Dänemark.
Bis 1970 gehörte sie zur Harde Musse Herred im damaligen Maribo Amt, danach zur Nysted Kommune im Storstrøms Amt, die im Zuge der  Kommunalreform zum 1. Januar 2007 in der Guldborgsund Kommune in der Region Sjælland aufgegangen ist. Zum 1. Januar 2022 wurde Godsted Sogn mit Vester Ulslev Sogn und Øster Ulslev Sogn zum Krumsø Sogn zusammengelegt.

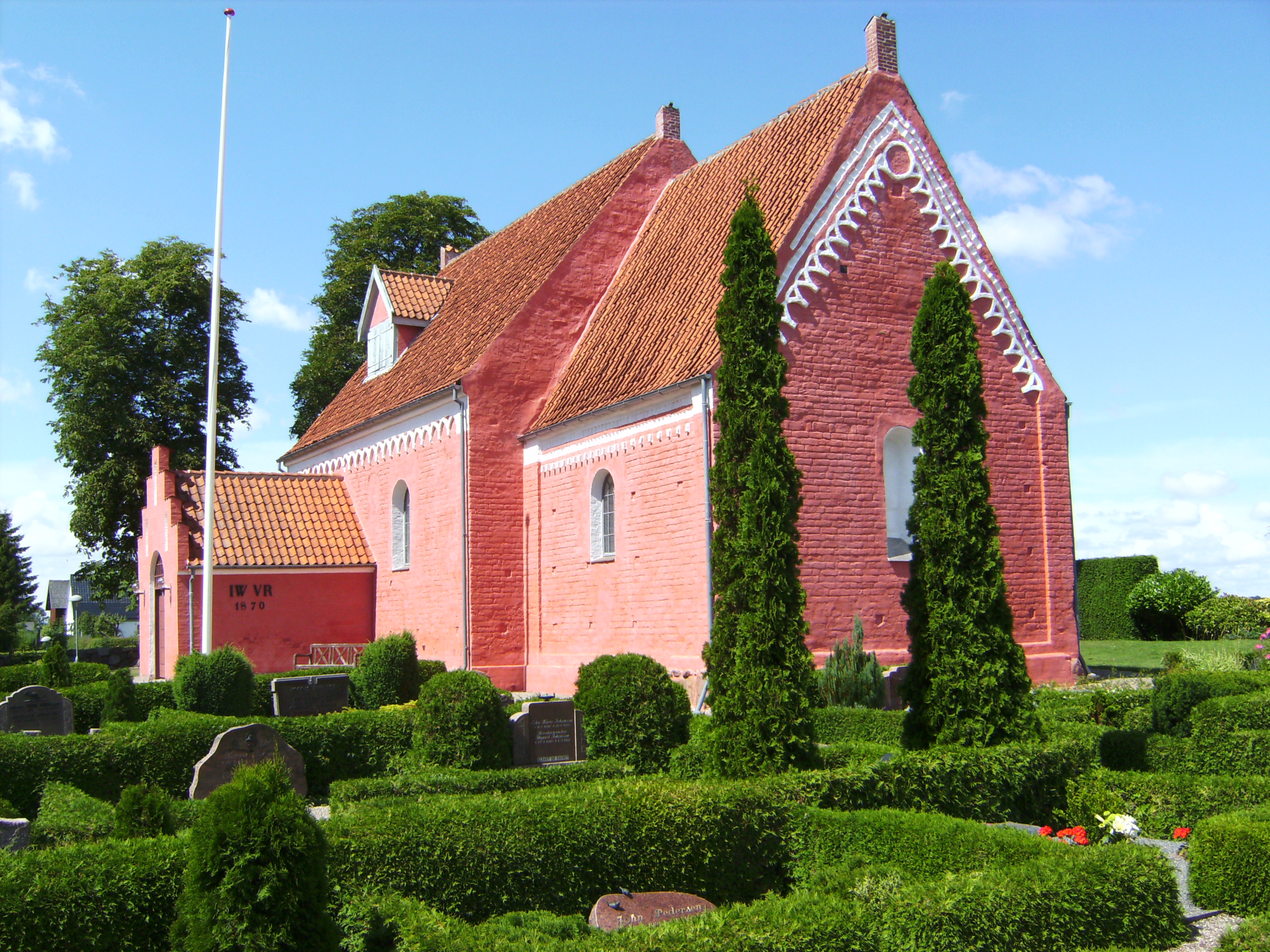
Godsted Kirke

Im Kirchspiel lebten am 1. Oktober 2021 110 Einwohner.
Im Kirchspiel liegt die Kirche „Godsted Kirke“.
Nachbargemeinden waren im Norden Engestofte Sogn und Slemminge Sogn, im Osten Musse Sogn, im Südosten Herritslev Sogn und im Süden Øster und Vester Ulslev Sogn, ferner in der westlich benachbarten Lolland Kommune Krønge Sogn.